# جودي جولدسميث
جودي جولدسميث (بالإنجليزية: Judy Goldsmith)‏ هي نسوية ‏ أمريكية، ولدت في 26 نوفمبر 1938. عملت منذ عام 1982 وحتى 1985 كرئيسة المنظمة الوطنية للنساء (NOW)، وهي أكبر منظمة نسوية في الولايات المتحدة الأمريكية، وقد كانت غولدسيمث قبل ذلك أستاذة في اللغة الإنكليزية، وهي الآن عضو في مجلس الشرف للمنظمة مناصري النسوية الأمريكيين المخضرمين التي يقع مقرها في فينيكس في أريزونا.

## نشأتها وتعليمها
وُلدت جوديث آن بيكر في السادس والعشرين من نوفمبر عام 1938 في مانيتووك التابعة لويسكونسن. لم يُعل أبوها أسرته وترك أمها وأشقائها الخمسة للعناية بأنفسهم، وبعد طلاق والديها، عملت أمها في مصنع طوال عشرين سنة لتعيل الأسرة، علمًا أنها كانت قد تلقت التعليم حتى الصف الثامن فقط، فكبر آل بيكر بفقر شديد وعاشوا لفترة في قنّ دجاج محوّر احتوى موقدًا خشبيًا صغيرًا وافقتر للمياه الجارية.
بعد إتمامها المرحلة الثانوية عام 1957، تلقت جودي منحةً موّلتها لترتاد جامعة ويسكونسن-ستيفنز بوينت، وبيد أن اختصت بالموسقى فغنّت وعزفت على البيانو، كانت شغوفة بالأدب واللغة أيضًا، فتخرجت من الجامعة بدرجة بكالوريوس في اللغة الإنكليزية، وتعرّفت أثناء دراستها على ديك غولدسميث وتزوجته، ثم أنجبت ابنة سمتها راتشيل، وقد حصلت جودي على درجة ماجستير من جامعة ولاية نيويورك في بافالو.

## المنظمة الوطنية للنساء

### مهنتها
عندما دخلت جودي سوق العمل في عام 1950، كانت إعلانات الوظيف وفيرة للرجال وقليلة جدًا للنساء، ما أعاق حصول النساء على فرص للعمل، علاوة على ذلك، وصفت جودي صيغة الإعلانات الموجهة للنساء بأنها كانت على الشكل التالي: «مطلوب امرأة جذابة كموظفة استقبال» على سبيل المثال.
بدأت غولدسميث حياتها المهنية كأستاذة جامعية للإنكليزية في جامعة ويسكنسن، وانخرطت وأختها في المنظمة الوطنية للنساء بعد ذلك بفترة قصيرة عام 1974، بدعوة للحضور من صديقة لها، وبعد عدة أشهر، انتُخبت جودي رئيسة فرع مقاطعة مانيتووك في ويسكونسن، والذي استمر ليشمل الولاية بأكملها، وساهمت بدور كبير في تطوير فرع الولاية حتى انتُخبت لاحقًا كرئيسة له، وبعد 15 عامًا أصبحت قائدة وطنية للمنظمة وانتقلت للعاصمة واشنطن.
وبينما كانت جودي رئيسة المنظمة الوطنية للنساء في عام 1982، نجحت المنظمة في رفع عدد النساء المساهمات في المجالس التشريعية في الدولة، ودعت جودي لنصرة المنظمة وتبنّت مواقف ليبرالية في قضايا مثل اقتصاديات ريغان (والمسماة ريغانوميكس). وفي العام ذاته، أيدت المنظمة فرانك لوتنبيرغ بشكل مثير للجدل، وقد كان الخصم الديموقراطي في مجلس الشيوخ لميليسينت فينويك الجمهورية النسوية القادمة من نيو جيرسي، والتي كانت عضوًا في الكونغرس، وذلك جراء دعم فينويك برامج ريغان الاقتصادية، بغض النظر عن مواقفها الداعمة لحقوق المرأة، إذ اعتقدت غولدسميث أن ذاك القدر من التمييز كان متجذرًا في الاقتصاديات وقضايا البقاء، علمًا أن لوتنبيرغ قد تغلب على فينويك بفارق بسيط في الأصوات حينئذ.
علاوة على ذلك، ساندت جودي خلال فترة رئاستها للمنظمة كوريتا سكوت-كينغ عام 1983 في المسيرة المحتفلة بالذكرى السنوية العشرين لمسيرة الحقوق المدنية إلى واشنطن التاريخية التي أطلقها مارتن لوثر كينغ الابن.

### سميل مقابل غولدسميث
سبقت إيلينور سميل جودي غولدسميث بتولي منصب رئاسة المنظمة الوطنية للنساء، وكانت مرشدتها، فدعمتها في الانتخابات عام 1982 جزئيًا بسبب عدم أهلية سميل لإعادة ترشيح نفسها، ودعمت أيضًا قائمة مرشحي غولدسميث المؤقتة بأكملها بشكل غير رسمي، هادفة لتقبّل سياستها الخاصة وآملة بأن تستمر الرئاسة الجديدة بها، وتعتبر مقالة منشورة عام 1982 في واشنطن بوست فوزَ غولدسميث تأكيدًا على السياسات التي جعلت من المنظمة الوطنية للمرأة المدافع الأول عن حقوق النساء، رغم عدم تمكنها من النجاح في العام السابق (1981) بقيادة سميل بإقرار تعديل الحقوق المتساوية.
وباستمرار رئاسة غولدسميث، بدأ الدعم الذي تلقته من سميل بالتراجع، بينما تعالت الشائعات والتوقعات بأنها ستعاود التشرح للرئاسة مجددًا، وعندما ترشّحت بالفعل في عام 1985، أشارت إلى أنها أقدمت على تلك الخطوة لأنها تعتقد بأن غولدسيمث كانت معتدلة أكثر مما يجب ولم تركز على القضايا التي تهمها.
فغالبًا ما التقت غولدسميث بسياسيين، واعتقدت بأن التقدم لا يمكن إحرازه إلا عندما تُنتخب النساء لمناصب سياسية، وأشارت في ما يتعلق بقضايا الإجهاض والحقوق المتساوية إلى أنها كانت «من ضمن مهام عمل المنظمة، ولكنه لم يكن الوقت الأمثل لطرحها، فنحن لا نركز اهتمامنا على النشاطات السياسية عبثًا، إذ يجب علينا أن نغير الأرضية السياسية ونزيد من عدد النساء المنتخَبات قبل أن نجرب مجددًا».
في المقابل أشارت سميل إلى أن ذلك كان «رغبة بجعل المنظمة أكثر صراحة، وجزمًا ونشاطًا على العلن في ما يخص عددًا من القضايا»، وأنها فضّلت برنامجًا وطنيًا مباشرًا في ذلك الوقت، فقالت دفاعًا عن أساليبها: «لا يمكن لهذا أن ينتظر 10 سنوات أخرى، فليس من المنطقي أن نقرر أننا نريده ثم نعزف عن القيام بأي خطوة تجاهه، قد تكون الجهورة أمرًا حسنًا، لكنها ليست مستوى الصوت المسموع الوحيد». اختلفت أساليب غولدسيمث كثيرًا عن سميل، ما أدى لمعركة شرسة على الرئاسة، فعلى سبيل المثال في ما تعلّق بمقاربة الإرهاب المناهض للإجهاض، أرسلت الأولى برقية للرئيس ريغان، مطالبةً فيها بإجراء تحقيقات، وعندما لم تتلقَّ أية استحابة، طالبت بذلك رسميًا من خلال التعبير عن استيائها للمراسلين أثناء اعتصام أمام البيت الأبيض، بينما قادت سميل من جهة أخرى المسيرة الأولى لحيوات النساء عام 1986، والتي حشدت ما يزيد عن 150,000 شخص في واشنطن ولوس أنجيلوس دعمًا لحقوق المرأة الإنجابية، أي أن غولدسيمث قد آمنت بإمكانية تحقيق أهداف المنظمة الوطنية للنساء من خلال السياسة، بينما رأت سميل في المسيرات، والمظاهرات والاحتجاجات وسيلة أفضل.
احتدّت الانتخابات عام 1985، وانتهت بفوز سميل على غولدسيمث بفارق صغير في الأصوات، في الوقت الذي كانت تسعى فيه غولدسميث للحصول على ولايتها الثانية على التوالي، وهو تقليد اعتاد اتباعه جميع رؤساء المنظمة.

## تقاعدها وإرثها
بعد انتهاء ولايتها الرئاسية للمنظمة الوطنية للنساء، تولّت غولدسميث مناصب قيادية عديدة، بما فيها عمادة جامعة ويسكونسن-فون دو لاك، وتقاعدت عام 2002، لكن نشاطها لم يتوقف. تقدّم الجامعة في الوقت الحالي جائزة جودي غولدسيمث للشابات القياديات تكريمًا لها. قررت غولدسيمث بعد ذلك توظيف خلفيتها الموسيقية، فاستمرت حتى اليوم بعزف الموسيقى في دار تمريض في فون دو لاك وارتياد حفلات رقص الصالونات بشكل دوري قدر المستطاع.